# 濂溪祠
濂溪祠，位于中国广东省韶关市新丰县丰城镇解放街，为新丰县的一个县级文物保护单位，类型为古建筑，公布时间为1984年12月15日。
濂溪祠的历史年代为清代。